# كاقلستان (بيش كوه زلاغي)
کاقلستان (بالفارسية: کاگلستان) هي قرية تقع في إيران في قسم بیش کوه زلاغي الریفي. يقدر عدد سكانها بـ 98 نسمة بحسب إحصاء 2016.